# ارتوپنه
راست‌دَمی یا ارتوپنه (orthopnea) نوعی نشانهٔ بالینی است که در آن بیمار در وضعیت قائم و نشسته بهتر می‌تواند تنفس کند و به عبارت دیگر در حالت درازکش دچار تنگی نفس می‌شود.
این حالت معمولاً در آسم قلبی دیده می‌شود و برای رهایی از آن باید ایستاد یا نشست.

## سبب
در ارتوپنه قلب فرد به حدی نارساست که نمی‌تواند خون موجود در شش‌ها را تخلیه کند و فرد مجبور است با کمک گرفتن از نیروی جاذبه این کار را انجام دهد. به همین جهت بیماران مبتلا به نارسایی قلب، هنگام خواب زیر سرشان دو یا چند بالش می‌گذارند. به عبارت دیگر وقتی این افراد دراز می‌کشند، ریه فرد در آب بدن غرق می‌شود و احساس خفگی به وی دست می‌دهد. در این صورت بیمار جهت تنفس راحت باید بنشیند.